# Cryptocephalus nigellus
Cryptocephalus nigellus là một loài bọ cánh cứng trong họ Chrysomelidae. Loài này được Lopatin & Chikatunov miêu tả khoa học năm 1999.